# La Fille des marais (film, 1949)
Pour les articles homonymes, voir La Fille des marais.
Pour plus de détails, voir Fiche technique et Distribution.
La Fille des marais (titre original : Cielo sulla palude) est un film dramatique italien réalisé par Augusto Genina, sorti en 1949. 
Le film raconte l'histoire tragique de Maria Teresa Goretti (1890–1902), vénérée comme sainte et martyre par l'Église catholique. Elle a été victime d'un meurtre à la suite d'une tentative de viol de la part d'Alessandro Serenelli, qui vivait dans la même maison qu'elle. Elle fut canonisée en 1950 par le pape Pie XII.

## Synopsis
Maria Goretti vit avec ses cinq frères et ses parents dans une zone malsaine frappée par la malaria, où habitent également Alessandro Serenelli et son père. Le père de Maria meurt. Alessandro Serenelli désire Maria, qui se refuse. Alessandro finit par la tuer.

## Fiche technique
- Titre : La Fille des marais
- Titre original : Cielo sulla palude
- Réalisation :	Augusto Genina
- Assistants-réalisateur : Primo Zeglio, Fausto Tozzi et Siro Marcellini
- Scénario : Suso Cecchi D'Amico, Fausto Tozzi d'après une histoire de Elvira Psorulla
- Adaptation : Augusto Genina
- Photographie : Aldo Graziati
- Montage : Otello Colangeli, Edmondo Lozzi
- Musique : Antonio Veretti (it)
- Direction artistique : Virgilio Marchi (it)
- Décors : Virgilio Marchi (it)
- Costumes : Adriano Cambellotti, Anna Maria Feo
- Son : Ovidio Del Grande
- Producteurs : Carlo José Bassoli, Renato Bassoli
- Société de production :  ARX Film, Film Bassoli
- Société de distribution :  Artisti Associati	(Italie), Mondial Films (France)
- Pays de production :   Italie
- Langue de tournage : Italien
- Format : Noir et blanc — 35 mm — 1,37:1 — Son : Mono
- Métrage : 3 152 mètres
- Genre : Film dramatique
- Durée : 111 minutes (1 h 51)
- Dates de sortie :
  - Italie : 1er septembre 1949 (Mostra de Venise | 24 novembre 1949 (sortie nationale)
  - Belgique : 12 mai 1950
  - Pays-Bas : 19 mai 1950
  - Espagne : 29 mai 1950
  - Portugal : 1er décembre 1950
  - France : 30 mars 1951 (Alsace), 28 avril 1951 (Paris)
- Affiche : Cyril Arnstam (France)

### Distribution
- Rubi D'Alma : la comtesse Tenneroni
- Michele Malaspina (it) : le comte
- Domenico Viglione Borghese (it) : le docteur
- Ines Orsini : Maria Goretti, la fille de 11 ans des Goretti
- Assunta Radico : Assunta Goretti, la mère de Maria  (vf Angèle)
- Giovanni Martella : Assunta Goretti, un travailleur agricole, le père de Maria
- Mauro Matteucci : Alessandro Serenelli, le fils du fermier Giovanni qui héberge les Goretti
- Francesco Tomolillo : Giovanni Serenelli, un fermier ivrogne, le père d'Alessandro
- Maria Luisa Landi : Lucia
- Ida Paoloni : Teresa
- Federico Meloni : Angelo
- Jole Savoretti : Anna
- Giovanni Sestili : Mariano
- Vincenzo Saffiotti : Antonio

## Autour du film
- Initialement, Vincere de Marco Bellocchio devait se terminer par une scène où, après-guerre, le frère d'Ida Dalser se rend au cinéma pour voir Cielo sulla palude pendant qu'à l'extérieur une bagarre oppose la police et des manifestants communistes. Cette fin fut coupée au montage.

## Récompenses et distinctions
- Prix de la Présidence du Conseil des Ministres pour le meilleur film italien.
- Prix international de la mise en scène.
- Prix international de l'Office Catholique International du Cinéma, à la Xe exposition Internationale d'Art Cinématographique de Venise, 1949.